# أماندا فيلانوفا
أماندا فيكتوريا فيلانوفا بيريز (من مواليد 30 ديسمبر 1991 في سان خوان) مضيفة تلفزيون بورتوريكية، حاملة لقب ومسابقة جمال سابقة، والتي توجت بنسابقة
ملكة جمال عالم بورتوريكو 2011 ومثلت بورتوريكو في مسابقة ملكة جمال العالم 2011 وحصلت على المركز الوصيف الثانية.